# Lindsay (Mondkrater)
Lindsay ist ein Einschlagkrater auf der Mondvorderseite, östlich von Hipparchus und nördlich von Andel.
Der Krater ist stark erodiert und der Randwall weist einige Öffnungen auf. Das Innere ist eben.
Der Krater wurde 1979 von der IAU nach dem irischen Astronomen Eric Mervyn Lindsay offiziell benannt.